# Muswillensee
Der Muswillensee, auch Muswiller See genannt, ist ein im Naturschutzgebiet Bissendorfer Moor  im Ortsteil Kaltenweide liegender Hochmoorsee. Er liegt westlich von Bissendorf unmittelbar südlich der Gemeindegrenze zur Wedemark.

## Beschreibung
Der See liegt im Süden des Moores mit seiner etwa 7 m mächtigen Torfschicht. Der südliche Aussichtsturm im Bissendorfer Moor bietet einen eindrucksvollen Blick auf den Muswillensee und das Bissendorfer Moor. Dieser Aussichtsturm ist nur aus Richtung Langenhagen über die Kananoher Straße und den davon abzweigenden Waldweg mit dem Fahrrad oder zu Fuß erreichbar. Die Entfernung zum südlich gelegenen Flughafen Hannover beträgt etwa 4 km.
Der See bildete sich etwa im 1. Jahrtausend v. Chr. gemeinsam mit dem Bissendorfer Moor, das aus einem Sumpf mit Bruchwald entstand. Heute hat der See bei 3 m Tiefe eine Fläche von etwa 0,3 ha, früher war er etwa doppelt so groß.

## Sage
Zum See gibt es eine Sage, die der Heimatdichter Hinrich Braasch 1954 in seinem Buch Hinnerk ut de Heid beschrieben hat. Danach soll im Moor ein großes Schloss gestanden haben, in dem ein rücksichtsloser Räuber wohnte, der Bauern und reisende Kaufleute überfiel und beraubte. Schließlich hätten sich die Bewohner der Gegend zusammengeschlossen, den Räuber in seinem Schloss gefasst und ihm seine Beute wieder abgenommen – bis auf eine tief im Keller verborgene Kiste mit Goldstücken, die nicht gefunden werden konnte. Dem Richter vorgeführt, habe der Räuber aber bei Gott geschworen, dass ihm alle Beute abgenommen worden sei und dass er keine Schätze mehr verberge, und sein Schloss solle im Moor versinken, wenn er nicht die Wahrheit spreche. Dies sei dann geschehen, und als das Volk dies bemerkte, habe es den Räuber am Galgen aufgeknüpft, bevor der Richter einschreiten konnte. Der so entstandene finstere See sei unergründlich tief. Auch sei in den See einmal ein Taucher gestiegen, um die von einem großen schwarzen Hund bewachte Schatzkiste zu bergen. Er sei aber nicht wieder aufgetaucht, stattdessen sei Blut an die Oberfläche gequollen.